# Gemini Wing
Gemini Wing är titeln på ett arkadspel utvecklat av det japanska företaget Tecmo. Spelet släpptes år 1987 och är ett vertikalt scrollande shoot 'em up. Alla bonusar som plockas upp av spelaren utmed banan bildar en svans bakom spelaren som sedan används vid behov. Spelet kan även spelas av två spelare samtidigt, de kan då stjäla eller låna bonusar av varandra.
Spelet finns även utgett i versioner för Sinclair Spectrum och Atari ST av Mastertronic.